# Іррадіація (оптика)

Іррадіа́ція (лат. irradiatio, від irradio — «висвітлюю променями») — в оптиці — явище зорового сприйняття людиною тривимірних об'єктів та плоских фігур на контрастному тлі, при якому відбувається оптичний обман зору, який полягає в тому, що предмет спостереження здається іншого розміру, ніж насправді.

## Історія
Явище іррадіації згадує в одному зі своїх діалогів Галілео Галілей . Іррадіація описана Германом Гельмгольцем в 1867 році.

## Короткий опис
Така ілюзія виникає при спостереженні світлих фігур або об'єктів на чорному тлі й навпаки. Ця ілюзія виникає через недосконалість аналізу людським головним мозком інформації, отриманої від органів зору.
Наочний приклад оптичної іррадіації видно на картинці справа. Вдивіться в чорний квадрат на білому тлі й білий квадрат на чорному фоні. Білий квадрат здається більшого розміру, ніж чорний. Це оптична ілюзія. Насправді квадрати однакового розміру. Також, у деяких людей при спостереженні за білим квадратом, може виникнути ілюзія «світіння» квадрата (ніби сторони квадрата захоплюють додаткову площу фону по його периметру).
Оптична іррадіація вивчена недостатьо. Всі висновки та судження вчених побудовані тільки на дослідних даних, одержаних при наукових дослідженнях явища оптичної ілюзії. Однак, через недосконалість сучасних медичних і наукових засобів вивчення, зрозуміти фізіологічну природу оптичної іррадіації наразі неможливо.

## У мистецтві та дизайні
Іррадіація є важливою в образотворчому мистецтві зокрема у графіці. Іррадіацію враховують у каліграфії та при розробці шрифтів для того, щоб знаки набували гарних пропоцій та виглядали збалансовано для людського ока.